# レッスルマニア22
レッスルマニア22（レッスルマニアトゥエンティーツー、WrestleMania 22）は、2006年4月2日にアメリカ合衆国のプロレス団体WWEが開催した年間最大の興行およびPPVの名称である。

## 概要
- 会場であるオールステート・アリーナ（旧称ローズモント・ホライズン）は、1986年の『レッスルマニア2』と1997年の『レッスルマニア13』の会場にも選ばれており、本大会で3度目のレッスルマニア開催となった。

- チケットは発売からわずか2分で完売、最終的に会場には世界16ヶ国、全米43の州から観客が集まり、世界90ヶ国でPPVが視聴された[2][4]。

- 世界ヘビー級王座戦のレイ・ミステリオの入場において、入場曲を歌っているP.O.D.が生演奏を披露した。

- メインイベントではトリプルHが英雄コナンやバーバリアンの王を思わせるコスチュームで登場した。また、開催地であるシカゴにちなんでジョン・シナはシカゴ・ギャングのコスプレで登場し、トミーガンの空砲を放つパフォーマンスを行った。ちなみに、この取り巻きのギャングの一人としてCMパンクがノン・レスリングの役割でのPPV初出演を果たしている。

- ショーン・マイケルズvsミスター・マクマホン（以下、ビンス）戦では、終盤にラダーの頂上に座ったマイケルズが、ビンスに対しDXポーズを決めダイビング・エルボー・ドロップを放ち、勝利した。マイケルズは2002年の後半からトリプルHと長年にわたって抗争していたこともあり、D-ジェネレーションXの再結成はないものと思われていた。しかし、この試合においてマイケルズがおよそ4年ぶりにDXポーズを行ったことにより、今大会以後、ビンスとトリプルHとの間に少しずつ不和が生じはじめ、ついには半年後のヴェンジェンスにおけるDX再結成に繋がった。なお、この試合はプロレスリング・イラストレーテッド紙において2006年の年間最高試合に選出されている[5]。

- オープニングでは元ディスティニー・チャイルドのメンバー、ミシェル・ウィリアムズが "美しきアメリカ" を独唱した。

## 結果
- ダーク・マッチ/18人インタープロモーショナル・バトルロイヤル -Dark Match/18-man Interpromotional Battle Royal-

優勝者：ヴィセラ
以下RAW組出場者：ヴィセラ、ユージン、ゴールダスト、ジーン・スニツキー、タイソン・トムコ、ロブ・コンウェイ、ランス・ケイド、トレバー・マードック、マット・ストライカー
以下SmackDown!組出場者：スーパー・クレイジー、シコシス、フナキ、スティーブン・リチャーズ、ジョニー・ナイトロ、ジョイ・マーキュリー、ロード・ウォリアー・アニマル、ウィリアム・リーガル、サイモン・ディーン
- 世界タッグ王座戦 -World Tag Team Championship-

○ケイン&ビッグ・ショー (c) vs クリス・マスターズ&カリート●
- インタープロモーショナル・マネー・イン・ザ・バンク・ラダー・マッチ -Interpromotional Money in the Bank Ladder Match-

○ロブ・ヴァン・ダム、(RAW) vs リック・フレアー、(RAW) vs シェルトン・ベンジャミン、(RAW) vs フィンレー、(SmackDown!) vs マット・ハーディー、(SmackDown!) vs ボビー・ラシュリー、(SmackDown!)
- WWE・US王座戦 -WWE United States Championship-

●クリス・ベノワ (c) vs ジョン "ブラッドショー" レイフィールド○
- ハードコア・マッチ -Hardcore Match-

○エッジ (w / リタ) vs ミック・フォーリー●
- ハンディキャップ・マッチ -Handicap Match-

○ブギーマン vs ブッカー・T&シャーメル●
- WWE女子王座戦 -WWE Women's Championship-

●トリッシュ・ストラタス (c) vs ミッキー・ジェームス○
- キャスケット・マッチ -Casket Match-（敗者棺桶デスマッチ）

○ジ・アンダーテイカー vs マーク・ヘンリー●
- ノー・ホールズ・バード・マッチ -No Holds Barred Match-

○ショーン・マイケルズ vs ミスター・マクマホン●
- トリプルスレット形式世界ヘビー級王座戦 -Triple Threat Match for the World Heavyweight Championship-

カート・アングル (c) vs ●ランディ・オートン vs レイ・ミステリオ○
- プレイボーイ・ピロー・ファイト -Playboy Pillow Fight-

○トリー・ウィルソン vs キャンディス・ミシェル●
- WWE王座戦 -WWE Championship-

○ジョン・シナ (c) vs トリプルH●